# Штиль, Йорг
Йорг Штиль (нем. Jörg Stiel; 3 марта 1968, Баден, Швейцария) — швейцарский футболист, вратарь.

## Карьера игрока

### Клубная
Воспитанник школы клуба «Веттинген». Начинал свою карьеру ещё в 1986 году, позднее выступал за клубы «Цюрих» и «Санкт-Галлен», а в сезоне 1993/94 даже выступал в мексиканском клубе «Торос Неца». В 2001 году перешёл в мёнхенгладбахскую «Боруссию» и безоговорочно стал основным вратарём клуба, отправив на скамейку запасных Уве Кампса, бронзового призёра Олимпийских игр 1988.

### В сборной
В сборной играл с 2000 по 2004 годы, выступал на чемпионате Европы 2004, проходившем в Португалии. На чемпионате отыграл все три матча и запомнился нелепым автоголом: в матче с Англией мяч после удара Уэйна Руни попал в штангу, а затем срикошетил прямо в голову Штилю и от его головы залетел в ворота. Гол всё же был переписан на имя Руни. После матча со сборной Хорватии объявил об уходе из футбола.

## Карьера тренера
В 2006 году подписал контракт с австрийским «Альтахом» о работе в клубе в качестве тренера вратарей. В 2009 году стал тренером вратарей в «Боруссии» из Мёнхенгладбаха, где работает и сейчас.